# あまさきみりと
あまさきみりとは日本のライトノベル作家。

## 経歴
「SADSガ好ムハ籠リ猫」で第21回スニーカー大賞にて特別賞を受賞。同作を改題・改稿した『俺色に染めるぼっちエリートのしつけ方』でデビューした。

## 作品リスト

### 単行本
- 『俺色に染めるぼっちエリートのしつけ方』（イラスト: ぱん、2017年2月1日、KADOKAWA、角川スニーカー文庫、ISBN 9784041052921）
- 『渋谷のロリはだいたいトモダチ1 ノーゴスキュア・ノーライフ』（イラスト: 玉之 けだま、2017年12月1日、KADOKAWA、角川スニーカー文庫、ISBN 9784041064719）
- 『キミの忘れかたを教えて』（イラスト: フライ、2018年9月1日、KADOKAWA、角川スニーカー文庫、ISBN 9784041070918）
- 『キミの忘れかたを教えて2』（イラスト: フライ、2019年3月1日、KADOKAWA、角川スニーカー文庫、ISBN 9784041078761）
- 『星降る夜になったら』（イラスト: Nagu、2020年6月25日、KADOKAWA、MF文庫J、ISBN 9784040647234）
- 『彼女にナイショの恋人ごっこ。』（イラスト: 古弥月、2021年7月30日、KADOKAWA、角川スニーカー文庫、ISBN 9784041117613）
- 『忘れさせてよ、後輩くん。』（イラスト: へちま、2021年9月1日、KADOKAWA、角川スニーカー文庫、ISBN 9784041112953）
- 『忘れさせてよ、後輩くん。2』（イラスト: へちま、2022年7月1日、KADOKAWA、角川スニーカー文庫、ISBN 9784041124253）
- 『忘れさせてよ、後輩くん。3』（イラスト: へちま、2023年9月1日、KADOKAWA、角川スニーカー文庫、ISBN 9784041138458）
- 『消せる少女』（イラスト: Nagu、2024年3月25日、KADOKAWA、MF文庫J、ISBN 9784046833426）